# Úhořík tříprstý
Úhořík tříprstý (Amphiuma tridactylum) je jedním z největších ocasatých obojživelníků a vyskytuje se v jihovýchodní oblasti Spojených států amerických. Jeho druhové jméno "tříprstý" je odvozeno od počtu prstů. Je znám z území, které na jihu zahrnuje západní Alabamu, Mississippi, východ Texasu a na severu Arkansas, jihovýchod Missouri, západ Tennessee a přilehlé Kentucky. Nejhojnější je na zátopových územích řeky Mississippi.

## Ekologie
Žije samotářský v lužních bažinách, močálech, jezerech i potocích na periodicky zaplavovaných územích, včetně zarybněných ploch, někdy i v odvodňovacích příkopech na okrajích měst. Vyskytuje se obvykle na místech kde žijí raci a často přebývá v jejich norách, v měkké půdě si je dokáže i sám vyhloubit. V letním suchu zůstávají zahrabán ve vlhkém doupěti a nevylézá po několik měsíců.
Je nočním živočichem opouštějící svou noru jen v době od soumraku do úsvitu, nejaktivnější je okolo půlnoci. Před pářením dokáže zajít i do vzdálenosti 400 m, obvykle však bývá spatřen nedaleko doupěte v blízkosti vody, cestuje jen po silném dešti po vodou nasycené půdě. Na těle mívá stopy po zubech od soubojů o teritorium nebo partnera.

## Popis
Tělo je válcovitého, úhořovitého vzhledu a může dorůst délky až 1 m, bočně stlačený ocas zabírá asi čtvrtinu délky, nejdelší změřený jedinec měl 106 cm. Zbarven je na hřbete tmavošedě, černě nebo hnědě a na břiše světleji. Průměrně bývá velký 35 cm a hmotnost samce je 500 a samice 400 g. Samec je těžší než stejně dlouhá samice a má širší hlavu. Kloaka samce je zabarvená bíle a během reprodukčního období natéká, u samice je černá. Mláďata bývají po metamorfóze velká asi 6 cm.
Pokožkou vylučuje velké množství nejedovatého slizu, proto jej lze jen stěží uchopit. Má čtyři zakrnělé nohy s chodidly se třemi prsty, zadní nohy jsou kratší než přední. Zrak má poměrně špatný,dobrý čich mu pomáhá při lovu i hledání partnera k páření. Horní čelist obsahuje dvě řady zubů, spodní jednu. Po obou stranách hlavy má žaberní štěrbinu.
Je považován za neotenického živočicha, který dosáhne pohlavní dospělosti a přitom si podrží některé larvální znaky. Má zakrnělé žaberní oblouky, podélně ztlustlý ocas, zachovalou postranní čáru a oči bez víček. Pohlavně dospělým se stává ve věku tři až čtyř let, obvykle při velikosti 27 až 33 cm.

## Potrava
Je masožravec živicí se hlavně korýši, měkkýši, obojživelníky, hmyzem, červy, drobnými rybami i hady, byl pozorován i kanibalismus. Vstupuje do vody kde chytá vodní živočichy, nebo loví ze své nory ze které vystrkuje jen hlavu a lapá "kolemjdoucí". Větší kořist zabíjí krokodýlím způsobem, ubíjí ji o zem a trhá otáčením.

## Rozmnožování
K rozmnožování dochází mezi lednem a dubnem a probíhá nejčastěji ve vodě, silný déšť páření stimuluje. Samci se páří každoročně, samice co dva roky. Vhodné páry se nacházejí pomoci chemických značek. Při namlouvání ve vodě samec plave v kruhu a ocasem plácá o hladinu. Svolná samice plave vespod, jejich kloaky se dotýkají a samec jí do ní zasune spermatofor se spermiemi.
Oplodnění vajíček proběhne v těle samice; samice si podrží živé spermie v těle až 7 měsíců. V době od ledna do září samice naklade 50 až 200 (zjištěné maximum 350) bílých, rosolovitých, neprůhledných, asi 1 cm velkých vajíček (jako perly na šňůrkách) ve svých doupatech nebo pod spadlé větve poblíž vody. Vajíčka se vyvíjejí čtyři až pět měsíců. Larvální stádium je poměrně krátké, žábry jim zmizí asi za tři týdny po vylíhnutí a mladí jedinci, velcí asi 6 cm, mohou přejít k  životu na souši.
Průměrný věk v zajetí bývá 13 až 19 let, ve volné přírodě není znám. Má málo přirozených nepřátel, mezi obvyklé se počítají hadi užovka bahenní, korálovka královská a ploskolebec vodní.

## Význam
V místech hojného výskytu bývá chován jako mazlíček v domácnostech, při ohrožení kouše, ale není jedovatý. Je využíván také v biomedicínckých výzkumech, má největší červené krvinky ze všech zvířat.
IUCN je úhořík tříprstý hodnocen jako druh málo dotčený (LC). Počet žijících jedinců je odhadován na více než 100 000 a prostor ve kterém žijí se nezmenšuje, ztráta močálů a mokřadů byla vykompenzována vytvořením nových kanálu, příkopů a trvalých rybníčků.